# Лонкі-Ворци
Ло́нкі-Во́рци (рос. Лонки-Ворцы) — присілок в Ігринському районі Удмуртії, Росія.

## Населення
Населення — 411 осіб (2010; 458 в 2002).
Національний склад станом на 2002 рік:
- удмурти — 90 %

## Урбаноніми[3]
- вулиці — Вукогуртська, Північна, Світанкова, Центральна, Шкільна
- провулки — Садовий